# Ectropothecium micronesiense
Ectropothecium micronesiense är en bladmossart som beskrevs av Fleischer in Gepp och Ethel Sarel Barton Gepp 1905. Ectropothecium micronesiense ingår i släktet Ectropothecium och familjen Hypnaceae. Inga underarter finns listade i Catalogue of Life.